# Matthias et Maxime
Pour plus de détails, voir Fiche technique et Distribution.
Matthias et Maxime (Matthias & Maxime) est un film dramatique québécois écrit, coproduit, réalisé et monté par Xavier Dolan, sorti en 2019.
Le film est présenté en « sélection officielle » au Festival de Cannes en 2019.

## Synopsis
Matthias et Maxime sont deux amis qui se connaissent depuis toujours et qui vivent à Montréal. Matthias est un homme d'affaires accompli, motivé mais aux airs froids, tandis que Maxime, plus réservé et plus gentil, est un barman qui passe le plus clair de son temps à s'occuper de sa mère alcoolique et grossière, et se prépare à partir en Australie pour chercher du travail.
Les deux amis partent en voyage dans la maison de Rivette, l'un de leurs amis, située près d'un lac. Érika, la petite sœur de Rivette, est étudiante en cinéma et demande à Matthias et Maxime de jouer dans le court-métrage qu'elle doit réaliser pour ses études car ses deux acteurs originaux l'ont laissée tomber. Maxime capitule et finit par accepter et Matthias y est forcé après avoir perdu un pari contre Rivette. Ils apprennent plus tard qu'ils doivent s'embrasser pour le court-métrage, ce qui les énerve, mais leurs amis leur rappellent que cela est déjà arrivé lors d'une soirée lorsqu'ils étaient plus jeunes. Matthias et Maxime finissent par jouer dans le court-métrage et s'embrassent.
Leur baiser a un effet perturbant sur Matthias qui, le lendemain, n'arrive pas à dormir et va donc se baigner dans le lac pour arriver de l'autre côté de la berge. Plus tard, il refuse une promotion et se dispute avec Sarah, sa petite amie. Il est encore plus furieux lorsqu'Érika montre le court-métrage terminé à sa famille lors d'une petite réception, même si Sarah comprend ses sentiments conflictuels. Pendant ce temps, Maxime essaye d'obtenir une lettre de recommandation de la part du père de Matthias, un homme d'affaires qui travaille à Chicago. Les deux jeunes hommes sont de plus en plus confus à la suite de leur ressenti lors du baiser échangé. 
Matthias tente de ne pas aller à la soirée de départ de Maxime, essayant de ne pas penser au fait qu'il partira en Australie pendant deux ans, mais Sarah le force à y aller. Il énerve ses amis en arrivant en retard, en faisant un discours médiocre pour Maxime et en refusant de continuer la soirée avec eux. Une fois à la soirée, il commence une dispute pendant un jeu et commence à se battre avec l'un de leurs amis, puis finit en se moquant de la tache de naissance de Maxime qui couvre son visage. Matthias quitte la soirée avant de revenir et de s'excuser. À la fin de la soirée, Matthias et Maxime s'embrassent dans la buanderie et commencent à faire l'amour, mais Matthias s'en va, laissant Maxime seul, confus et blessé.
Plus tard, Matthias va dans un strip club avec l'un de ses associés avant de partir abruptement et de courir dans la rue.
Peu avant son départ en Australie, Maxime se rend chez la mère de Matthias afin de lui demander un moyen de contacter le père de celui-ci pour lui demander la fameuse lettre de recommandation que Matthias tarde à lui faire parvenir. Alors que la mère de Matthias va chercher les coordonnées de son ex-mari, Maxime découvre un dessin d'enfance dans un tiroir les représentant lui et Matthias vivant dans une ferme, ensemble, ce qui le touche. Il reçoit enfin un appel de la secrétaire du père de Matthias : elle l'informe que la lettre de recommandation avait été envoyée à Matthias, qui ne la lui avait pas donnée. Maxime réalise le déni de Matthias et demande qu'on lui envoie la lettre directement. Prêt à partir, Maxime part de chez lui pour rejoindre un ami qui l'emmènera à l'aéroport et voit que Matthias l'attend.

## Fiche technique
Sources : IMDb et Films du Québec
- Titre original : Matthias & Maxime
- Titre français : Matthias et Maxime
- Titre de travail : Matt et Max
- Réalisation et scénario : Xavier Dolan
- Musique : Jean-Michel Blais[2]
- Direction artistique : Claude Tremblay
- Conception visuelle : Colombe Raby
- Costumes : Xavier Dolan et Pierre-Yves Gayraud
- Maquillage : Edwina Voda
- Coiffure : Denis Vidal
- Photographie : André Turpin
- Son : François Grenon, Sylvain Brassard
- Montage : Xavier Dolan
- Production : Xavier Dolan et Nancy Grant
- Société de production : Sons of Manuel
- Sociétés de distribution : Les Films Séville (Québec) ; Diaphana Distribution[3] (France)
- Budget : 10 à 15 millions $ CA
- Pays de production :  Canada[4]
- Langue originale : français, anglais
- Format : couleur - 35mm - 1,85:1
- Genre : drame
- Durée : 119 minutes
- Dates de sortie :
  - France :
    - 22 mai 2019 (Festival de Cannes)
    - 16 octobre 2019 (sortie nationale)

  - Canada : 
    - 30 septembre 2019 (première montréalaise au théâtre Outremont)[5]
    - 9 octobre 2019 (sortie en salle au Québec)

  - Suisse romande : 30 octobre 2019
  - Belgique : 12 février 2020
- Classification :
  - Québec : Visa général (Déconseillé aux jeunes enfants)[6]

## Distribution
- Gabriel D'Almeida Freitas : Matthias Ruiz
- Xavier Dolan : Maxime Leduc
- Pier-Luc Funk : Rivette
- Samuel Gauthier : Frank
- Antoine Pilon : Brass
- Adib Alkhalidey : Sharrif
- Micheline Bernard : Francine Lamy, la mère de Matthias
- Anne Dorval : Manon, la mère de Maxime
- Marilyn Castonguay : Sarah
- Catherine Brunet : Lisa
- Harris Dickinson : Kevin McAfee
- Camille Felton : Érika, la sœur de Rivette
- Anne-Marie Cadieux : Martine, la mère de Rivette et Érika
- Monique Spaziani : Colette
- Alice Pascual : amie de Sarah
- Louise Bombardier : Ginette, la tante de Maxime

## Production

### Développement et genèse
En janvier 2018, Xavier Dolan dévoile son huitième film originellement intitulé Matt et Max aux côtés d’Anne Dorval, en tant que scénariste, producteur, réalisateur et acteur — il y interprète le rôle de Maxime, dont le sujet traite de « l'homosexualité entre deux amis qui découvrent des sentiments jusqu'alors insoupçonnés ». Il y retrouverait également le côté esthétique de Tom à la ferme (2013) et l’énergie et l’esprit de Mommy (2014). Depuis que les films « si courageux et si authentiques » abordant des sentiments masculins, tels que Seule la Terre (God's Own Country) de Francis Lee, se sont enrichis aux grands écrans, il a cependant « ressenti le besoin d’explorer des personnages qui ne soient pas nécessairement gays ».
Il engage André Turpin en tant que directeur de la photographie, dont il est fidèle depuis sa réalisation de Tom à la ferme, ainsi qu’Yves Bélanger en tant qu’opérateur de caméra qui, ce dernier, explique : « Xavier m'a téléphoné à minuit un soir — je dormais déjà — parce qu'il venait de voir Big Little Lies, et il capotait ! (…) Il m'a expliqué qu'André avait une faiblesse au dos et qu'il ne voulait pas le maganer. Donc, André s'occuperait de la lumière et moi de la caméra ».

### Attribution des rôles
En août 2018, en pleine émission de radio Nouvelle vague, Pier-Luc Funk avoue sa participation au dernier film de Xavier Dolan dans le rôle de Rivette, « un grand personnage très arrogant, très flamboyant », et Micheline Bernard fait son grand retour à la carrière cinématographique, notamment celui du réalisateur où elle interprète « la mère de Matt, qui est mon fils. Max est joué par Xavier. Et Matt et Max ont toujours été de très grands chums. Alors, je joue la mère qui a vu grandir Max. Elle a pris soin de lui parce que lui et sa mère, c’est une autre dynamique ». En septembre 2018, Xavier Dolan fait découvrir les acteurs Gabriel D'Almeida Freitas, Antoine Pilon, Samuel Gauthier, Adib Alkhalidey, Catherine Brunet et Marilyn Castonguay sur son Instagram personnel. Comme il avait annoncé au début de cette année, les retrouvailles entre Xavier Dolan et son actrice fétiche Anne Dorval sont confirmées pour la cinquième fois après J'ai tué ma mère, Les Amours imaginaires, Laurence Anyways et Mommy. En mi-octobre 2018, Le Journal de Québec annonce la participation d’Anne-Marie Cadieux dans le film.

### Tournage
Le tournage débute le 15 août 2018 à Montréal et dans la région des Laurentides. Le 15 novembre 2018, le tournage prend fin comme l’annonce Xavier Dolan sur son compte Instagram « après 48 jours de pure joie et de création passionnée », dit-il.

### Musique
Le pianiste Jean-Michel Blais est engagé pour la musique du film, et se dit « fier et honoré d’avoir - pour premier film - participé à un autre chef-d’oeuvre du grand Xavier Dolan » sur son Twitter.
- Cosmic Love de Florence and the Machine – 4′16″
- Mardi Gras de The Jeggpap New Orleans Band – 2′26″
- Looking for Knives de DYAN – 6′14″
- My Way de Limp Bizkit – 4′33″
- Ran de Future Islands – 3′26″
- Bum Bum Bum de Cass McCombs – 5′00″
- Telepath de Boards of Canada – 1′33″
- Always on My Mind de Pet Shop Boys – 3′55″
- Symphony No. 40 in G Minor, K. 550: I. Molto allegretto de NDR Radiophilharmonie et Andrew Manze – 7′35″
- Il suffirait de presque rien de Serge Reggiani – 2′25″
- J'ai cherché de Amir – 3′32″
- Signs of Life de Arcade Fire – 4′37″
- Strutt de The Jeggpap New Orleans Band – 0′58″
- Trouble in Mind de Sister Rosetta Tharpe – 2′27″
- Stranger's Kiss de Alex Cameron et Angel Olsen – 4′01″
- Bliss City de ODIE – 3′34″
- Roll Back de George FitzGerald et Lil Silva – 3′29″
- Work Bitch de Britney Spears – 4′08″
- Veka de Zola Jesus – 5′13″
- Another Love de Tom Odell – 4′04″
- Devil May Care de Half Moon Run – 2′22″
- Overdue de The Get Up Kids – 2′59″
- Song for Zula de Phosphorecent – 6′10″

### Promotion
Le 8 mai 2019, soit deux semaines avant le festival de Cannes, Xavier Dolan dévoile son affiche du film.

## Accueil

### Festival
Le 18 avril 2019, il est annoncé que le film est officiellement sélectionné au Festival de Cannes, le 22 mai 2019, en compétition pour la Queer Palm,,.

### Critiques
Les critiques sont partagées, mais la plupart d'entre elles ont bien accueilli le film ; le site AlloCiné lui attribue une moyenne pour les critiques presse de 3,3⁄5 sur 31 critiques, soit 66 % de critiques favorables, et de 3,7/5 pour 1 448 notes, soit 74 %).
Ainsi, si Barbara Théate du Journal du dimanche se dit « déçue. (…) Matthias et Maxime ressemble plus au premier film maladroit d’un réalisateur débutant qu’au long métrage d’un petit prodige », Étienne Sorin du Figaro entend ce film qui « sonne comme un disque rayé » et Jean-Claude Raspiengeas de La Croix l’analyse comme suit : « Après un début pétaradant, de discussions explosives d’une bande de potes, en pur québécois pour les invectives, le récit s’enlise dans la répétition des thèmes habituels et des figures de style qui ont fait, jusqu’à présent, la singularité de Xavier Dolan », de nombreuses critiques se révèlent enthousiastes et émues par ce long-métrage.
Pour n'en citer que quelques-unes, on peut retenir Anne Dessuant de Télérama qui se dit submergée par ce film et conclut sa critique ainsi : « Xavier Dolan reste fidèle à son héros : Maxime, ce garçon différent (...), qui cherche son identité, est le héros tragique qui traverse tous ses films. On est heureux et très ému de le retrouver ».
Dans les Inrockuptibles, pour Emily Barnett « Le trouble vient de là. Et le vertige du film. Son coup de foudre fait d'attente et de suspension, de silence et de déni, ces deux amants qui crèvent de désir, et meurent doucement de ne pas se toucher. Matthias et Maxime a l'étoffe des histoires d'amour impossibles sur le papier qui ont le pouvoir de s'incarner en nous ».
Insistant comme beaucoup d'autres sur ce film plus en retenue que les précédents, Renan Cros (Cinéma teaser) analyse : « Cette délicatesse est passionnante, remuante parce qu'elle fait effet à retardement et repositionne le mélodrame à l'aune de nos vies quotidiennes. La douceur avec laquelle il (Xavier Dolan) regarde ses personnages, la tendresse avec laquelle il accompagne leurs doutes, frappe petit à petit. (…) Le film est comme une balade, émouvante, maîtrisée. Nous sommes ici dans l'antichambre de son cinéma, juste avant le déluge ».
Pour Xavier Prieur, de Culturopoing, « Matthias et Maxime est un diamant brut qui va continuer à rayer et embellir nos souvenirs et nos rêves pendant longtemps».
Pour conclure avec Les Cahiers du cinéma, « Matthias et Maxime est un des meilleurs films de Dolan » (Jean-Philippe Tessé).

## Distinctions

### Récompenses
- Festival de Cannes 2019 : Cannes Soundtrack Award, disque d’or d'honneur pour Jean-Michel Blais[33].
- 22e gala Québec Cinéma[34]: 
  - meilleure interprétation féminine dans un rôle de soutien pour Micheline Bernard
  - meilleure musique originale
  - prix du film s'étant le plus illustré hors du Québec

### Nominations
- Festival de Cannes 2019 :
  - Palme d'or
  - Prix du scénario
  - Queer Palm

## Analyse

### Le «coming out».
Avec ce film, Xavier Dolan s’efforce de traiter l’aspect du coming out de façon ingénieuse, en se détournant des représentations dramatiques et classiques qu'on peut voir dans plusieurs des œuvres cinématographiques axées sur les thématiques LGBTQ+. Dans cette œuvre, le procédé technique de la révélation de soi n'est pas représenté par un discours formel ou ouvert, mais s'apparente davantage à une découverte interne de sentiments et de désirs.
Dans cette représentation, l’affirmation de soi n’est pas présentée de manière précise, comme expliqué antérieurement, mais découvre le questionnement des personnages sur leur identité de genre. Matthias, qui n'a à aucun moment de sa vie été dans une relation avec un homme, est confronté à des émotions dont il n’a aucune compréhension après avoir embrassé Maxime. Ce moment incite Matthias à réévaluer sa propre identité et ses sentiments envers son ami. Le coming out est par conséquent traité dans ce film comme un processus intérieur de découverte plutôt que comme une occurrence frappante. Il est représenté par Matthias et Maxime que sortir du placard n'est pas toujours un acte déclaré, cependant, à certaines occasions, un long cheminement émotionnel, où l'acceptation de soi se fait de façon graduelle. En ce qui concerne Matthias, il ne s'agit pas d'assumer une identité homosexuelle, mais une préférence, de faire face à l'ambiguïté de ses ressentis et de réévaluer ses standards sociaux.
C'est, en fin de compte, ce que Matthias et Maxime révèlent : un coming out psychologique, nuancé et introspectif, bien loin des images bruyantes et avides de sexe que l’on associe généralement à l’événement. Matthias est sans exagération incognito, représentant la norme hétérosexuelle, et l’expérience de se laisser aller à un baiser avec Maxime crée un espace d’interrogation. Son parcours n’est pas tant un rejet simple de la vie qu’il menait auparavant qu’une question de lutte contre ses désirs enfouis qui collent mal aux attentes sociales. C’est un processus de divulgation intime, inévitable, et non de hurlement public. Maxime, en revanche, semble avoir plus de paix avec lui-même. Son voyage imminent en Australie, loin de tous les autres, est une forme de coming out, se dévoilant à lui-même comme une figure d’émancipation personnelle. Le silence est un thème commun dans le film, une abstraction visuelle autrement potentiellement dévastatrice de l’identité queer non-dite. Les moments de silence, les regards, les gestes et les câlins sont souvent plus présents que les mots dans la vie de Matthias avec Maxime. Tout n’a pas besoin d’être exprimé pour être ressenti. L’eau est omniprésente comme métaphore cinématographique, symbolisant la purification, la renaissance et la submersion des émotions bloquées.
Enfin, le groupe d’amis dans lequel Matthias et Maxime se trouvent crée une pression sociale, et leur expérience ensemble est immédiatement minimisée par le petit monde social qui un impact sur la manière dont ils collectent leur propre désir et ce qu’ils auraient pu attendre des sentiments l’un de l’autre. En fin de compte, Matthias et Maxime est une œuvre sur le coming out, mais l’accusation ici est légèrement différente du scénario typique dans lequel le héros trouve la force d’annoncer sa différence à tout le monde. Il s’agit plutôt d’une exploration de ce qu’est le coming out, basée sur la découverte intérieure, l’ambiguïté et l’intimité. « L'amour, l'ambiguïté, la quête de soi, trouver sa place dans la société, au sein d'un groupe d'amis (...) il n'y a rien de lourd là-dedans pour moi. C'est naturel, c'est la vie. Je crois que ça peut se faire dans la joie et la fraternité », a soutenu Xavier Dolan (2019, La Presse Canadienne.).

### Les métaphores
La cabane aperçue pendant le film est une métaphore, perçue comme étant un espace retiré où Matthias et Maxime, et leurs amis, se réunissent. En termes symboliques, cette maison représente un endroit isolé, à l'écart du monde extérieur, où les personnages ont la capacité de s’avérer vulnérables et libres sans se sentir jugés en aucun cas. La cabane, en tant qu’espace clos, peut autant plus incarner l'intériorité des personnages, leurs non-dits, leurs incertitudes et ce qui est enfoui en eux. Comme mentionné antérieurement, la cabane peut être également perçue comme un autre lieu de silence, physiquement incapable de naviguer dans le monde extérieur. Il devient l’endroit où les personnages peuvent être vrais et explorateurs en toute sécurité.
L’instant où Matthias et Maxime partagent un vécu intime dans la cabane peut prendre la forme d'un cheminement vers la prise de conscience des sentiments refoulés. Cet endroit devient alors une métaphore de ce qui est caché dans leur relation, mais à la fois de la mise à l’écart qu’ils expérimentent face à leurs propres identités. C'est un endroit où la vérité se dévoile successivement, mais uniquement à l'abri de l’observation d’autrui.
Le réalisateur fait usage de cet emplacement dans le but de représenter l’évolution émotionnelle et comportementale des personnages, jouant sur le contraste entre ce qui est exprimé en public et ce qui est vécu dans la sphère intime. Coupé du monde, c’est un lieu idéal pour explorer sans se remettre en questionnement, que ce soit de la fluidité relationnelle à l'incertitude des envies. Pour faire court, « Matthias et Maxime » aborde le sujet du coming out dans un style auto-analytique et se sert des métaphores pour mettre l’emphase sur la complexité, ou encore l’entité complexe des sensations et des dynamiques intimes, sans avoir recours aux scènes folkloriques du dévoilement identitaire, ce qui rend le film intime, différent et particulier, tout en fournissant une réflexion sur la valorisation personnelle.